# Jacquemontia agrestis
Jacquemontia agrestis är en vindeväxtart som först beskrevs av C. Martius och Jacques Denys Denis Choisy, och fick sitt nu gällande namn av Meissner. Jacquemontia agrestis ingår i släktet Jacquemontia och familjen vindeväxter. Inga underarter finns listade i Catalogue of Life.

## Bildgalleri

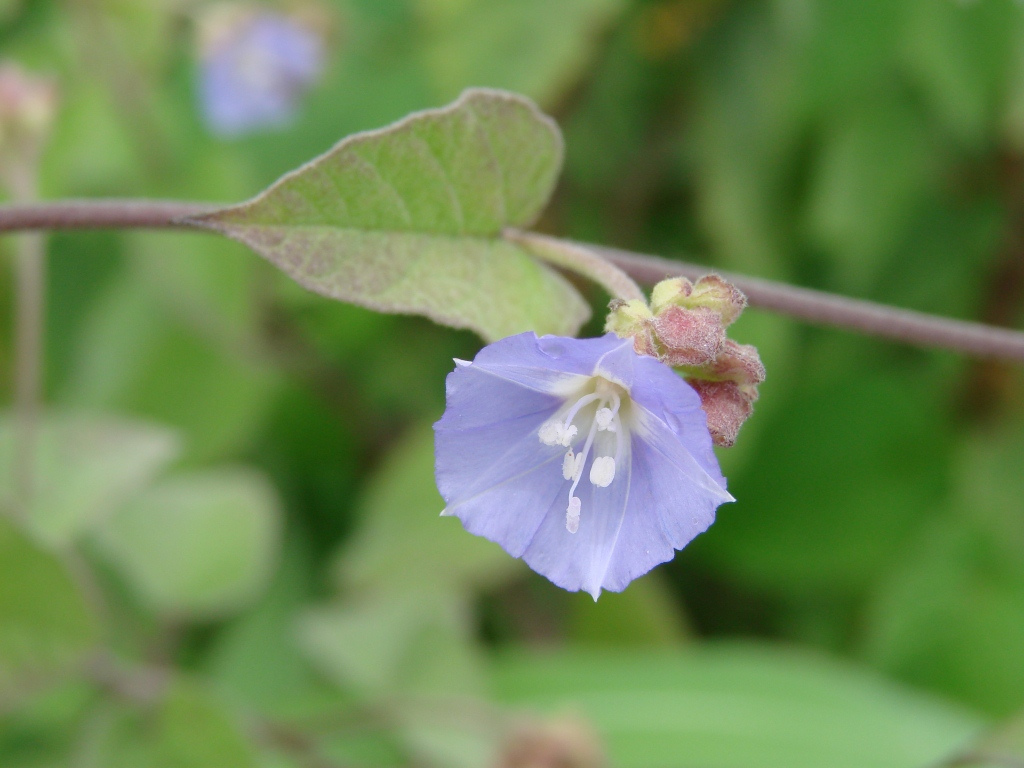
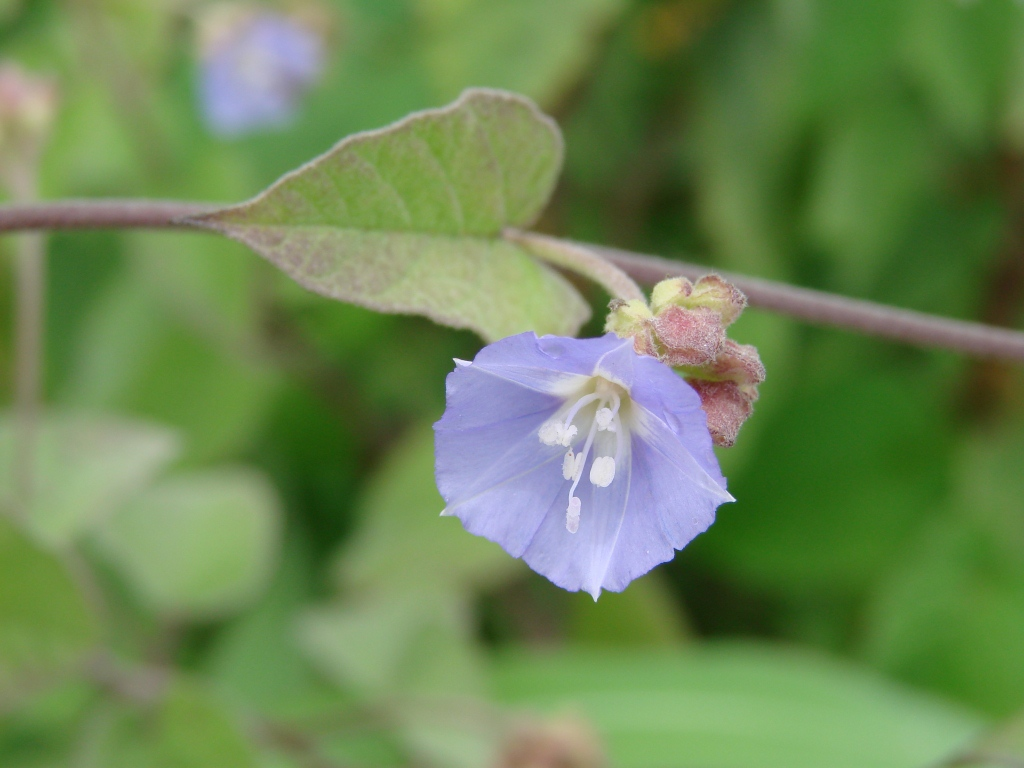
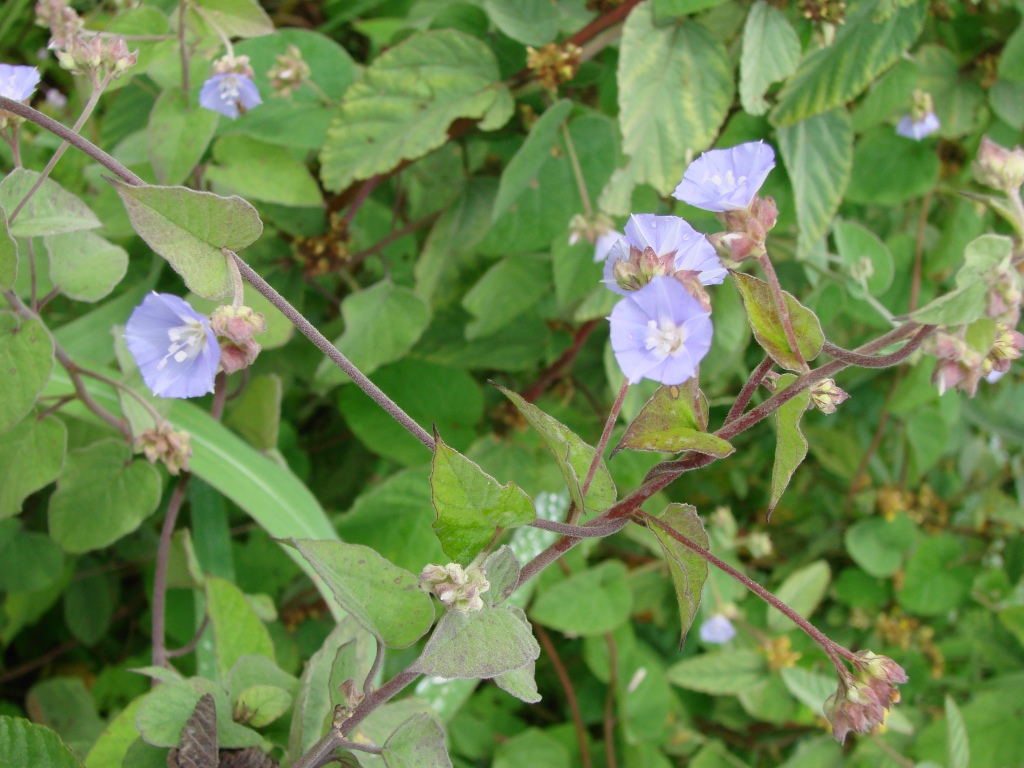